# Jezírko pod Táborem
Jezírko pod Táborem je uměle zahrazené rašelinné jezírko pod horou Tábor v Ještědsko-kozákovském hřbetu. Leží v nadmořské výšce 502 metrů a jeho rozloha je 0,1518 hektaru. Nachází se v katastrálním území Chlum pod Táborem jižně od města Lomnice nad Popelkou v okrese Semily. Vzniklo v 19. století, kdy ho nechal vybudoval kníže Kamil Rohan v oboře pro jeleny. Od roku 1996 je jezírko s okolím chráněno jako přírodní památka s rozlohou 0,29 ha. V roce 2005 proběhla revitalizace jezírka.

## Přírodní poměry
Okolí jezírka tvoří smíšený les, v němž rostou žindava evropská (Sanicula europaea), hruštice jednostranná (Orthilia secunda), vrbina hajní (Lysimachia nemorum) a bledule jarní (Leucojum vernum) a z ptáků se vyskytují datel černý (Dryocopus martius), lejsek malý (Ficedula parva), křivka obecná (Ficedula parva)., králíček ohnivý (Regulus ignicapilla). Severozápadní břeh se zvedá mírně. Na západě zahrazuje vodní plochu kamenná hráz. Jižní břeh je prudší. Na východě přechází jezero v mokřad, za kterým vede lesní cesta, po níž vede žlutě značená turistická trasa. Na jezírku se nachází ostrov. Okolní horniny náleží k spodnímu permu, přičemž se jedná zejména o červené arkózy a jílovce. Pokrývá je organozem typická, organozem glejová a glej organozemní.

### Vodní režim
Jezírko je napájeno několika menšími přítoky, z nichž největší je potok od turistického pramene Cidliny. Ve hrázi je zabudovaný regulátor odtoku, který zajišťuje stálou výšku hladiny. Na západ odtéká potok, který je menším pramenným tokem Cidliny, do které se vlévá po 0,5 km.

### Flóra a fauna
Chráněné území spravuje Krajský úřad Libereckého kraje. Důvodem ochrany je zachování stávající početnosti populace rosnatky okrouhlolisté (Drosera rotundifolia), která je vázána na společenstvo rašeliníku oblého (Sphagnum teres) v mechovém pásmu a ostřici zobánkatou (Carex rostrata) v pásmu bylinném. Z dalších ohrožených druhů bylin se na jezírku vyskytují řeřišnice bahenní (Cardamine dentata), vrbovka bahenní (Epilobium palustre), bublinatka jižní (Utricularia australis), vachta trojlistá (Menyanthes trifoliata) a suchopýr úzkolistý (Eriophorum angustifolium). Roste zde také vrbina hajní (Lysimachia nemorum), ostřice nedošáchor (Carex pseudocyperus) a krtičník křídlatý Neesův (Scrophularia umbrosa subsp. neesii). Na vodní hladině se vznášejí listy okřehku (Lemna).
V jezírku se rozmnožují skokan hnědý (Rana temporaria), čolek horský (Ichthyosaura alpestris), skokan horský a čolek obecný (Lissotriton vulgaris). Na hladině hledají útočiště kachny divoké (Anas platyrhynchos), konipasi horští (Motacilla cinerea) a pěnice slavíkové (Sylvia borin). Z bezobratlých zde žijí střevlík zlatolesklý (Carabus auronitens), lišaj vrbkový (Deilephila elpenor) či ohniváček celíkový (Lycaena virgaureae).

## Přístup
Jezírko je přístupné po celý rok neznačenou odbočkou ze žlutě značené turistické trasy z Košova k rozcestí Pod Aleinovou věží, kde se žlutě značená trasa setkává s modře značenou trasou mezi Peklovsí a vrcholem vrchu Tábor.